# Élections régionales de 2016 en Bade-Wurtemberg
Les élections régionales de 2016 en Bade-Wurtemberg (en allemand : Landtagswahl in Baden-Württemberg 2016) se tiennent le 13 mars 2016, afin d'élire les 120 députés de la 16e législature du Landtag, pour un mandat de cinq ans. Du fait de la loi électorale, 143 députés sont finalement élus.
Le scrutin est marqué par la victoire des Grünen du ministre-président Winfried Kretschmann, qui arrive pour la première fois de leur histoire en tête d'une élection parlementaire. Kretschmann assure son maintien au pouvoir en s'associant avec la CDU.

## Contexte
Fief chrétien-démocrate depuis sa création en 1952, le Land de Bade-Wurtemberg a connu un bouleversement politique majeur au cours des élections législatives régionales du 27 mars 2011.
Alors que l'Union chrétienne-démocrate d'Allemagne (CDU), dirigée par le ministre-président Stefan Mappus, vire en tête, elle ne recueille que 39 % des suffrages exprimés, ce qui constitue son plus mauvais résultat depuis le scrutin de 1952. Pour la première fois dans l'histoire régionale, l'Alliance 90 / Les Verts (Grünen) de Winfried Kretschmann s'installe à la deuxième place, accusant un retard de 737 800 voix sur la CDU mais recueillant un résultat historique de 24,2 %.
Le Parti social-démocrate d'Allemagne (SPD), emmené par Nils Schmid n'enraye pas sa chute, entamée en 1976 et fortement accentuée en 2006, puisqu'il se contente de 23,1 % des voix, soit son plus mauvais résultat historique. Devancés de 53 600 suffrages par les écologistes, les sociaux-démocrates atteignent une troisième position inédite. Avec un total de 71 députés sur 138, les deux forces de centre gauche sont toutefois en mesure de former, pour la première fois depuis 1964, une majorité alternative à la CDU. En effet, le Parti libéral-démocrate (FDP), conduit par le vice-ministre-président et ministre de la Justice Ulrich Goll, dégringole jusqu'à 5,3 % et seulement 7 mandats, retombant ainsi à son faible niveau de 1988.
Après deux mois de négociations, les Grünen et le SPD s'accordent pour constituer une coalition verte-rouge, une configuration inédite au niveau gouvernemental. Winfried Kretschmann est investi ministre-président tandis que Nils Schmid devient vice-ministre-président, ministre des Finances et de l'Économie.
Au cours des élections législatives fédérales du 22 septembre 2013, la CDU renforce sa domination sur le Land, avec un total de 45,7 % des voix, même si elle recule par rapport au scrutin de 2009. Le SPD retrouve sa deuxième position, mais continue de chuter puisqu'il ne comptabilise plus que 20,6 % des suffrages. Troisièmes, les Grünen engrangent 11 %, tandis que le FDP relève la tête avec 6,2 %. Surgissant directement à la cinquième place, l'Alternative pour l'Allemagne (AfD) reçoit 5,2 % et passe ainsi devant Die Linke, qui recueille 4,8 %. Ainsi, les partis de la coalition soutenant Kretschmann comptent 31,6 %, alors que l'opposition régionale engrange  51,9 %.
Les élections européennes du 25 mai 2014 accentuent le brouillage du paysage politique régional. Premiers, les chrétiens-démocrates refluent à 38,7 %, devant les sociaux-démocrates qui n'arrêtent pas leur recul, puisqu'ils se contentent de 18,1 %, alors que les écologistes suivent de près avec 15 %. Les libéraux connaissent eux aussi une belle progression, avec un résultat de 14,1 %. La majorité au pouvoir à Stuttgart compte alors 33,1 % des voix, nettement distancée par les deux forces de l'opposition qui reçoivent 52,8 %.

## Mode de scrutin
Le Landtag est constitué de 120 députés (en allemand : Mitglied des Landtags, MdL), élus pour une législature de cinq ans au suffrage universel direct et suivant le scrutin proportionnel de Sainte-Laguë.
Chaque électeur dispose d'une voix, qui compte double. Elle est d'abord attribuée au parti politique dont le candidat est le représentant, puis elle permet de déterminer le score du candidat dans sa circonscription, le Land comptant un total de 70 circonscriptions.
Lors du dépouillement, l'intégralité des 120 sièges est répartie en fonction de la première attribution, à condition qu'un parti ait remporté 5 % de ces voix au niveau du Land (les voix des candidats indépendants sont donc exclues de ce décompte). Cette répartition est ensuite répétée au niveau des quatre districts. Si un parti a remporté des mandats avec la deuxième attribution, ses sièges sont d'abord pourvus par ceux-ci. Les sièges restants sont ensuite comblés par les candidats des circonscriptions non-élus, dans l'ordre décroissant de leur résultat en pourcentage.
Dans le cas où un parti obtient plus de mandats au scrutin uninominal que la proportionnelle ne lui en attribue, la taille du Landtag est augmentée jusqu'à rétablir la proportionnalité.

## Campagne

### Principales forces
| Parti | Parti                                                                              | Chef de file                              | Résultats de 2011          |
| ----- | ---------------------------------------------------------------------------------- | ----------------------------------------- | -------------------------- |
|       | Union chrétienne-démocrate d'Allemagne Christlich Demokratische Union Deutschlands | Guido Wolf                                | 39 % des voix 60 députés   |
|       | Alliance 90 / Les Verts Bündnis 90/Die Grünen                                      | Winfried Kretschmann (Ministre-président) | 24,2 % des voix 36 députés |
|       | Parti social-démocrate d'Allemagne Sozialdemokratische Partei Deutschlands         | Nils Schmid (Ministre des Finances)       | 23,1 % des voix 35 députés |
|       | Parti libéral-démocrate Freie Demokratische Partei                                 | Hans-Ulrich Rülke (de)                    | 5,3 % des voix 7 députés   |

### Enquêtes d'opinions
| Institut                | Date       | CDU    | SPD    | Verts  | FDP   | Linke | AfD    |
| ----------------------- | ---------- | ------ | ------ | ------ | ----- | ----- | ------ |
| Institut                | Date       |        |        |        |       |       |        |
| YouGov                  | 10/03/2016 | 30 %   | 12 %   | 32 %   | 8 %   | 4 %   | 11 %   |
| Forsa                   | 09/03/2016 | 27 %   | 16 %   | 32 %   | 7 %   | 3 %   | 11 %   |
| INSA                    | 07/03/2016 | 28,5 % | 12,5 % | 33,5 % | 6 %   | 3 %   | 12,5 % |
| Forschungsgruppe Wahlen | 04/03/2016 | 30 %   | 13 %   | 32 %   | 7 %   | 4 %   | 11 %   |
| Infratest dimap         | 03/03/2016 | 28 %   | 13 %   | 32 %   | 8 %   | 4 %   | 13 %   |
| INSA                    | 28/02/2016 | 30 %   | 16,5 % | 30,5 % | 6,5 % | 3,5 % | 9 %    |
| Forsa                   | 26/02/2016 | 30 %   | 16 %   | 30 %   | 6 %   | 3 %   | 11 %   |
| INSA                    | 22/02/2016 | 30 %   | 16 %   | 30,5 % | 7 %   | 3 %   | 10 %   |
| Infratest dimap         | 18/02/2016 | 31 %   | 14 %   | 28 %   | 8 %   | 4 %   | 12 %   |
| Customer Research 42    | 12/02/2016 | 33,1 % | 15,6 % | 26,1 % | 5,1 % | 5,5 % | 10,5 % |
| INSA                    | 05/02/2016 | 33,5 % | 13,5 % | 28,5 % | 7 %   | 3,5 % | 10 %   |
| Forschungsgruppe Wahlen | 21/01/2016 | 34 %   | 15 %   | 28 %   | 6 %   | 3 %   | 11 %   |
| INSA                    | 20/01/2016 | 35 %   | 13 %   | 29 %   | 6,5 % | 2,5 % | 11,5 % |
| Infratest dimap         | 14/01/2016 | 35 %   | 15 %   | 28 %   | 6 %   | 3 %   | 10 %   |
| Forsa                   | 15/12/2015 | 35 %   | 19 %   | 28 %   | 5 %   | 3 %   | 7 %    |
| Infratest dimap         | 03/12/2015 | 37 %   | 18 %   | 25 %   | 5 %   | 4 %   | 8 %    |
| Forschungsgruppe Wahlen | 20/11/2015 | 37 %   | 18 %   | 27 %   | 5 %   | 3 %   | 6 %    |
| INSA                    | 09/10/2015 | 40 %   | 16 %   | 24 %   | 5 %   | 5 %   | 8 %    |
| Infratest dimap         | 24/09/2015 | 39 %   | 17 %   | 26 %   | 5 %   | 4 %   | 5 %    |
| Allensbach              | 11/09/2015 | 40,5 % | 20 %   | 24 %   | 4,5 % | 4 %   | 3 %    |

## Résultats

### Voix et sièges
|                                   |                                                    |           |       |        |               |        |        |               |
| Parti                             | Parti                                              | Voix      | Voix  | Sièges | Sièges        | Sièges | Sièges | Sièges        |
| Parti                             | Parti                                              | Votes     | %     | MU1    | +/-           | Liste  | Total  | +/-           |
|                                   | Alliance 90 / Les Verts (Grünen)                   | 1 623 107 | 30,27 | 46     | 37            | 1      | 47     | 11            |
|                                   | Union chrétienne-démocrate d'Allemagne (CDU)       | 1 447 462 | 27,00 | 22     | 38            | 20     | 42     | 18            |
|                                   | Alternative pour l'Allemagne (AfD)                 | 809 564   | 15,10 | 2      | 2             | 21     | 23     | 23            |
|                                   | Parti social-démocrate d'Allemagne (SPD)           | 679 727   | 12,68 | 0      | 1             | 19     | 19     | 16            |
|                                   | Parti libéral-démocrate (FDP)                      | 445 498   | 8,31  | 0      | en stagnation | 12     | 12     | 5             |
|                                   | Die Linke (Linke)                                  | 15 640    | 2,91  | 0      | en stagnation | 0      | 0      | en stagnation |
|                                   | Alliance pour le progrès et le renouveau (ALFA)    | 54 713    | 1,02  | 0      | en stagnation | 0      | 0      | en stagnation |
|                                   | Parti écologiste-démocrate (ÖDP)                   | 38 517    | 0,72  | 0      | en stagnation | 0      | 0      | en stagnation |
|                                   | Parti national-démocrate d'Allemagne (NPD)         | 23 609    | 0,44  | 0      | en stagnation | 0      | 0      | en stagnation |
|                                   | Parti des pirates (PIRATEN)                        | 21 775    | 0,41  | 0      | en stagnation | 0      | 0      | en stagnation |
|                                   | Parti de protection des animaux (Tierschutzpartei) | 17 488    | 0,33  | 0      | en stagnation | 0      | 0      | en stagnation |
|                                   | Les Républicains (REP)                             | 17 475    | 0,33  | 0      | en stagnation | 0      | 0      | en stagnation |
|                                   | Die PARTEI (PARTEI)                                | 17 048    | 0,32  | 0      | en stagnation | 0      | 0      | en stagnation |
|                                   | Électeurs libres (FW)                              | 4 647     | 0,09  | 0      | Nv.           | 0      | 0      | Nv.           |
|                                   | Autres                                             | 4 380     | 0,08  | 0      | en stagnation | 0      | 0      | en stagnation |
|                                   |                                                    |           |       |        |               |        |        |               |
| Votes valides                     | Votes valides                                      | 5 361 250 | 99,06 |        |               |        |        |               |
| Votes blancs et nuls              | Votes blancs et nuls                               | 50 695    | 0,94  |        |               |        |        |               |
| Total                             | Total                                              | 5 411 945 | 100   | 70     | en stagnation | 73     | 143    | 5             |
| Abstentions                       | Abstentions                                        | 2 271 519 | 29,56 |        |               |        |        |               |
| Nombre d'inscrits / participation | Nombre d'inscrits / participation                  | 7 683 464 | 70,44 |        |               |        |        |               |

### Analyse

#### Sociologique
| Catégorie                      | Grünen | CDU  | AfD  | SPD  | FDP  | Linke |
| ------------------------------ | ------ | ---- | ---- | ---- | ---- | ----- |
| Catégorie                      |        |      |      |      |      |       |
| Sexe                           |        |      |      |      |      |       |
| Hommes                         | 28 %   | 26 % | 18 % | 12 % | 9 %  | 3 %   |
| Femmes                         | 34 %   | 28 % | 12 % | 12 % | 8 %  | 3 %   |
| Âge                            |        |      |      |      |      |       |
| Moins de 30 ans                | 27 %   | 25 % | 16 % | 12 % | 7 %  | 6 %   |
| 30-44 ans                      | 29 %   | 27 % | 19 % | 9 %  | 7 %  | 4 %   |
| 45-59 ans                      | 37 %   | 23 % | 16 % | 11 % | 7 %  | 3 %   |
| Plus de 60 ans                 | 28 %   | 32 % | 11 % | 16 % | 10 % | 1 %   |
| Statut                         |        |      |      |      |      |       |
| Ouvrier                        | 24 %   | 27 % | 22 % | 14 % | 6 %  | 3 %   |
| Employé                        | 36 %   | 25 % | 13 % | 13 % | 7 %  | 3 %   |
| Fonctionnaire                  | 33 %   | 32 % | 8 %  | 15 % | 9 %  | 2 %   |
| Indépendant                    | 29 %   | 32 % | 12 % | 9 %  | 13 % | 3 %   |
| Études                         |        |      |      |      |      |       |
| Hauptschulabschluss            | 24 %   | 29 % | 16 % | 16 % | 8 %  | 1 %   |
| Mittlere Reife                 | 28 %   | 26 % | 19 % | 11 % | 9 %  | 3 %   |
| Abitur (baccalauréat)          | 34 %   | 24 % | 15 % | 11 % | 8 %  | 4 %   |
| Hochschulabschluss (supérieur) | 38 %   | 24 % | 11 % | 11 % | 10 % | 3 %   |

### Conséquences
La CDU se montre ouverte pour des discussions en vue de former pour la première fois, à l'échelle régionale, une coalition verte-noire. Le 30 mars, elle décide à l'unanimité d'entamer des négociations en vue de former une majorité parlementaire avec les écologistes dont elle serait le partenaire minoritaire. Kretschmann et Thomas Strobl, président de la CDU régionale, annoncent le 29 avril avoir trouvé un terrain d'entente sur les principaux points d'achoppement, l'accord de coalition devant être présenté le 2 mai. Le 12 mai, Kretschmann est reconduit au poste de ministre-président, à la tête d'une coalition verte-noire.